# Alex Bangura
Alex Bangura (Mokomre, 13 luglio 1999) è un calciatore sierraleonese, difensore del Middlesbrough.

## Caratteristiche tecniche
È un terzino sinistro.

## Carriera

### Club
Prodotto del settore giovanile del Feyenoord, nel 2018 passa al Cambuur che lo aggrega inizialmente alla propria seconda squadra; debutta fra i professionisti il 9 settembre 2017 in occasione dell'incontro di Eerste Divisie perso 2-1 contro il Jong AZ Alkmaar.
Nel 2023 si trasferisce al Middlesbrough, club della seconda divisione inglese.

### Nazionale
Nel 2022 ha esordito in nazionale.

## Statistiche
Statistiche aggiornate al 6 settembre 2021.
| Stagione        | Squadra         | Campionato      | Campionato | Campionato | Coppe nazionali | Coppe nazionali | Coppe nazionali | Coppe continentali | Coppe continentali | Coppe continentali | Altre coppe | Altre coppe | Altre coppe | Totale | Totale |
| Stagione        | Squadra         | Comp            | Pres       | Reti       | Comp            | Pres            | Reti            | Comp               | Pres               | Reti               | Comp        | Pres        | Reti        | Pres   | Reti   |
| --------------- | --------------- | --------------- | ---------- | ---------- | --------------- | --------------- | --------------- | ------------------ | ------------------ | ------------------ | ----------- | ----------- | ----------- | ------ | ------ |
| 2018-2019       | Cambuur         | 1D              | 13+1       | 0          | CO              | 0               | 0               |                    | -                  | -                  |             | -           | -           | 14     | 0      |
| 2019-2020       | Cambuur         | 1D              | 10         | 1          | CO              | 1               | 0               |                    | -                  | -                  |             | -           | -           | 11     | 1      |
| 2020-2021       | Cambuur         | 1D              | 24         | 0          | CO              | 2               | 0               |                    | -                  | -                  |             | -           | -           | 26     | 0      |
| 2021-2022       | Cambuur         | ED              | 4          | 1          | CO              | 0               | 0               |                    | -                  | -                  |             | -           | -           | 4      | 1      |
| Totale carriera | Totale carriera | Totale carriera | 52         | 2          |                 | 3               | 0               |                    | 0                  | 0                  |             | -           | -           | 55     | 2      |

## Palmarès

### Club

#### Competizioni nazionali
- Eerste Divisie: 1

Cambuur: 2020-2021